# Giraldilla 2007
Die Giraldilla 2007 (auch Cuba International 2007 genannt) im Badminton fanden vom 21. bis zum 25. März 2007 in Havanna statt. Es nahmen Sportler aus 13 Staaten teil.

## Sieger und Platzierte
| Disziplin    | Gold                             | Silber                              | Bronze                                  |
| ------------ | -------------------------------- | ----------------------------------- | --------------------------------------- |
| Herreneinzel | Pablo Abián                      | Ernesto Velázquez                   | José Antonio Crespo                     |
| Herreneinzel | Pablo Abián                      | Ernesto Velázquez                   | Ricardo Fernandes                       |
| Dameneinzel  | Agnese Allegrini                 | Solángel Guzmán                     | Ana Moura                               |
| Dameneinzel  | Agnese Allegrini                 | Solángel Guzmán                     | Yoana Martínez                          |
| Herrendoppel | Luong Lenaic Nabil Lasmari       | Alexander Hernández Osleni Guerrero | Alejandro Villar Ernesto Velázquez      |
| Herrendoppel | Luong Lenaic Nabil Lasmari       | Alexander Hernández Osleni Guerrero | Mitchel Wongsodikromo Virgil Soeroredjo |
| Damendoppel  | Leydi Edith Mora Solángel Guzmán | Jie Meng Valeria Rivero             | Lisandra Suárez María Hernández         |
| Damendoppel  | Leydi Edith Mora Solángel Guzmán | Jie Meng Valeria Rivero             | Laura Molina Sandra Chirlaque           |
| Mixed        | Klaus Raffeiner Agnese Allegrini | Francisco Ugaz Jie Meng             | Alexander Hernández Solángel Guzmán     |
| Mixed        | Klaus Raffeiner Agnese Allegrini | Francisco Ugaz Jie Meng             | Ernesto Velázquez Sandra Chirlaque      |